# Космос-335
Космос-335 (заводское обозначение ДС-У1-Р) — советский научно-исследовательский спутник, предназначенный для астрономических наблюдений. Построен в ОКБ-586 (ныне КБ «Южное») на платформе ДС-У1.
«Космос-335» был запущен 24 апреля 1970 года ракетой носителем «Космос-2» (11К63) с полигона Капустин Яр и выведен на орбиту с перигеем 254 км, апогеем 415 км, наклонением 48,7° и периодом обращения 91 мин. Спутнику было присвоен международный идентификатор 1970-035A и номер 4380 в Космическом каталоге. 
Конструкция «Космоса-335» была аналогична запущенному ранее «Космоcу-215» (ДС-У1-А), в состав научной аппаратуры входили рентгеновские детекторы и спектрофотометры. Спутник был предназначен для астрономических исследований в ультрафиолетовой и рентгеновской областях спектра, недоступных для наблюдения с земной поверхности. С помощью установленных на «Космосе-335» приборов  проводились фотометрические исследования излучения звёзд, изучались распределения энергии в спектрах звезд и вариации звёздного излучения в исследуемых диапазонах, связанные с условиями в звёздных атмосферах и происходящими там физическими процессами. В результате полёта спутника получена информация о галактических рентгеновских источниках, о распределении энергии в спектрах звезд и о галактическом рентгеновском фоне.
Как и другие аппараты типа ДС-У1, «Космос-335», не имевший солнечных батарей, был рассчитан на непродолжительный полёт, длительность проводимых исследований определялась ёмкостью аккумуляторов. Спутник вошёл в атмосферу и прекратил своё существование 22 июня 1970 года.